# Arcyosperma
Arcyosperma é um género botânico pertencente à família Brassicaceae.